# Cylindrotheca populina
Cylindrotheca populina — вид грибів, що належить до монотипового роду  Cylindrotheca.